# Барасевич, Феликс Каземирович
Феликс Каземирович Барасевич (12 сентября 1894, Кейданы, Ковенский уезд, Ковенская губерния — 12 апреля 1918, Москва) — разведчик Варшавского революционного красного полка.

## Биография
Родился 12 сентября 1894 года в местечке Кейданы Ковенской губернии в семье столяра. Когда отец умер, бросил учёбу в школе и пошёл работать. Но вечерами продолжил заниматься самообразованием и вскоре стал учить деревенских детей польскому языку.
В 1915 году Феликс был призван в армию. Весной 1917 года был направлен из 102-го резервного батальона, находившегося в г. Самаре, в польский запасной полк в г. Белгороде. В ноябре 1917 года участвовал в боях с корниловцами у деревни Шаровка. По состоянию здоровья был освобождён от военной службы. Однако, через некоторое время вступил в Варшавский революционный полк.
11 апреля 1918 года на заседании ВЧК в Москве было принято решение ликвидировать банды анархистов. В ночь на 12 апреля 1918 года 200 бойцов Варшавского революционного полка окружили штаб анархистов на Донской улице. Погиб под пулемётным огнём, когда перелезал через чугунные ворота особняка.
Похоронен у Кремлёвской стены.